# Antisemitismo en Francia

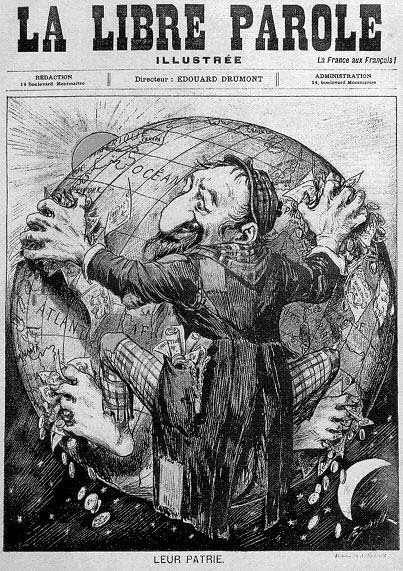
Propaganda antisemita

Después de la Segunda Guerra Mundial, el antisemitismo en Francia fue vitriólica, especialmente durante la guerra de los Seis Días y la campaña antisionista de los años 1970 y 1980. Estos estereotipos eran fuertemente aceptados, tras los éxitos logrados por el partido de extrema derecha Frente Nacional y un rechazo cada vez mayor del Holocausto en la década de 1990. Al mismo tiempo, a mediados de la década de 1990 comenzó el compromiso crítico con el nacionalsocialismo, la colaboración y la responsabilidad del régimen de Vichy.
A principios del siglo XXI, el antisemitismo encontró nuevas fuentes en la deriva de un cierto tipo de izquierdismo y en la identificación de una proporción significativa de la población inmigrante musulmana con la causa palestina por una parte y con el islamismo radical en el otro. Un debate crítico sobre la naturaleza, así como la denuncia del antisemitismo relacionado con la situación en el Medio Oriente (por ejemplo, la ruptura de la Segunda Intifada) y el islam, llevaron a divisiones entre los grupos antirracistas.
Vale la pena señalar que la mayoría de judíos en Francia, como la mayoría los musulmanes franceses, son de origen magrebí (norte de África). Maud S. Mandel utiliza esto como la base de su investigación Judíos y musulmanes en Francia: Una historia de un conflicto, en la que atribuye las raíces del antisemitismo musulmán en Francia a las relaciones intercomunitarias en Argelia, Túnez y Marruecos; el curso de la descolonización y, finalmente, el conflicto árabe-israelí.

## Historia del antisemitismo en Francia

### Edad Media
En el año 1239, en París, el Talmud fue acusado de insultar al cristianismo. El defensor del Talmud fue el Gran Rabino de París, Rav Yejiel ben Iosef. La acusación fue liderada por el judío converso Nicolás Donin. Se confiscaron los volúmenes del Talmud, y en 1242 veinticuatro carros cargados de ejemplares manuscritos del Talmud fueron llevados a una plaza pública de París y quemados.
En 1306, el rey Felipe IV planeó la expulsión de los judíos para confiscar sus propiedades. Unos 100.000 judíos fueron arrestados el 22 de julio y obligados a dejar el país con la ropa que llevaban y una pequeña suma de dinero. El rey Luis X derogó en 1315 el decreto de su padre, pero la serie de retornos y expulsiones sucesivas finalizó con la expulsión en 1394.

### SigloXIX
En 1886, el periodista Édouard Drumont publica La France juive (La Francia judía), con el cual contribuye a convertir al “judío” en el enemigo de Francia, de Europa y de la humanidad, de tal modo que, durante el régimen de Vichy, autoridades nazis y colaboracionistas sacaron del ropero al viejo periodista para darle un lugar de honor como precursor del exterminio de los judíos europeos. En 1889 Drumont funda la Liga Antisemita de Francia.
A finales del siglo, tuvo lugar el Caso Dreyfus, que tuvo como origen una sentencia judicial de neto corte antisemita. En octubre de 1894 el capitán Alfred Dreyfus fue arrestado y acusado de espiar para Alemania. Una multitud enfurecida gritaba: "¡Muerte a Dreyfus! ¡Muerte a los judíos!". En julio de 1906 Dreyfus fue reivindicado.

### SigloXX
La Redada del Velódromo de Invierno: los días 16 y 17 de julio de 1942, el régimen nazi, con el apoyo del Gobierno francés de Vichy y su policía arrestaron exactamente a 12.884 judíos. De ellos, 4.051 eran niños, 5.802 eran mujeres y 3.031 eran hombres. Tras varios días de encierro en el recinto, la mayoría de ellos fueron trasladados hasta Auschwitz.

## Antisemitismo en Francia en elsigloXXI
A principios de 2014 el número de judíos franceses que emigraron a Israel había superado el número de judíos de los Estados Unidos. Al mismo tiempo, el 70 % de los judíos franceses estaban preocupados por insultos o acoso y el 60 % sobre la agresión física a causa de su judaísmo, ambas cifras muy superiores a la media europea.
En 2015, gran parte de los actos terroristas en Francia estuvieron dirigidos contra la comunidad judía. En 2016 y 2017 el 40 % de los actos violentos racistas fueron contra ciudadanos franceses de religión judía.
En 2018 el Gobierno francés lanzó el plan nacional de lucha contra el racismo y el antisemitismo.
Ese año aumentó el número de familias judías interesadas en emigrar a Israel, debido a los rebrotes de antisemitismo, ya que los actos antisemitas aumentaron un 69 % ese año. Por eso muchos medios y sociólogos comenzaron a hablar del «nuevo antisemitismo francés».
Por su parte, la idea de un aumento del antisemitismo en Francia del siglo XXI ha sido cuestionada por los sociólogos Nonna Mayer y Laurent Mucchielli.

### Incidentes antisemitas
- A las 8 de la mañana del lunes 19 de marzo de 2012, un hombre efectuó disparos contra el colegio judío Ozar Hatorahde de Toulouse, causando cuatro muertos (de los cuales tres eran niños) y un herido.[28]

- El 6 de octubre de 2012, un coche se acercó a una sinagoga en Argenteuil al anochecer, redujo la velocidad al pasar por delante, realizó varios disparos y luego aceleró para darse a la fuga. Aparentemente eran balas de fogueo.[29]

- En enero del año 2015, Amedy Coulibaly, de 32 años, y Hayat Boumeddiene, de 26, secuestraron a varias personas en el supermercado judío "Hyper Cacher" de Porte de Vincennes, al este de París. Coulibaly, en una llamada al canal de televisión BFMTV aclaró que "obedecía al califa del Estado Islámico", Abu Bakr al Bagdadí. Culminó con la muerte de Amedi Coulibaly y cuatro rehenes.[30]

- En abril de 2017, asesinaron en el Distrito XI de París a Sarah Halimi, de 65 años, quien fue apaleada y defenestrada por un vecino musulmán al grito de "He matado al diablo".[31][32]

- El 9 de enero de 2018, fue incendiado un comercio kosher en Créteil, al sureste de París, y dejó la tienda completamente destruida. El incendio se propagó a una tienda vecina, otro comercio judío. Ambos comercios ya habían sido víctimas de ataques antisemitas, el 3 de enero aparecieron pintadas cruces gamadas en sus escaparates.[33]

- El 30 de enero de 2018, un niño de 8 años recibió una golpiza por portar una kipá en Sarcelles, una localidad al norte de París.[34]

- El miércoles 18 de febrero de 2018, al menos 15 jóvenes rodearon a un adolescente judío de 14 años cuando salía de una sinagoga en la comuna de Montmagny al norte de París y lo golpearon, rompieron sus gafas y le robaron su kipá mientras le gritaban comentarios antisemitas.[35]

- El viernes 23 de marzo de 2018, Mireille Knoll, de 85 años, superviviente del Holocausto, fue apuñalada nueve veces en su domicilio parisino al grito de "Alá es grande". Según el ministro del Interior, Gérard Collomb, pensaron que por ser judía tendría dinero.[32]

- En octubre de 2018, cuatro jóvenes judíos fueron agredidos en Niza, probablemente desencadenado porque los asaltantes vieron un colgante con la estrella de David que llevaba una de las víctimas.[36]

- En noviembre de 2018, la casa de Étienne Wolf, alcalde judío de Brumath, población cercana a Estrasburgo, fue cubierta con grafitis antisemitas.[37]

- En diciembre de 2018, Varias lápidas fueron vandalizadas con grafitis antisemitas en un cementerio judío en Herrlisheim, un suburbio al norte de Estrasburgo.[38]

- En diciembre de 2018, una joven judía de 20 años fue asaltada por dos adolescentes que lanzaban insultos antisemitas los cuales la golpearon y le rompieron la nariz, mientras le decían: “¿Tienes miedo, judía?”.[39]

- El 16 de febrero de 2019, el filósofo Alain Finkielkraut recibió insultos antisemitas por integrantes del Movimiento de los chalecos amarillos durante una marcha de dicha organización.[40]

- El 19 de febrero de 2019, 80 tumbas de un cementerio judío en la localidad de Quatzenheim, al este de Francia, fueron pintadas con esvásticas nazis azules y amarillas y también se halló escrito en una sepultura «Elsässisches Schwarzen Wölfe» («Los lobos negros alsacianos»).[41]

- En octubre de 2019 fue pintado un grafiti con aerosol en el frente de una tienda judía en la ciudad de Lyon que decía "Dirty Jew" (Judío asqueroso).[42]

### Respuestas al antisemitismo y el racismo
- En 2000, la Liga Internacional contra el Racismo y el Antisemitismo (LICRA) se centró principalmente en la lucha contra el discurso de odio en Internet y ha establecido sucursales en el extranjero.[43]
- En 2000, la división del FN resultó en la disminución de la actividad de las principales organizaciones antifascistas.[43]
- En 2001, el grupo antirracismo francés Action Internationale pour la Justice (AIPJ, también conocida como J’Accuse)  solicitó una orden judicial para bloquear un portal web estadounidense nazi "Front 14", que agrupa a unos 400 sitios web racistas.[44]
- En 2001, se creó la rama francesa de la Liga de Defensa Judía, recibiendo una considerable atención mediática.[44]
- En febrero de 2002, el ministro de Educación francés Jack Lang creó una comisión para examinar la negación del Holocausto en la Universidad de Lyon III.[45]
- En agosto de 2002, el gobierno ilegalizó el grupo ultraderechista Unidad Radical.[45]
- El 12 de abril de 2003, 3 estudiantes, un francés, un holandés y un tunecino, fueron detenidos por incitación al odio racial y el antisemitismo.[45]
- En 2003, 19 personas fueron detenidas y 5 órdenes de allanamiento fueron emitidas en contra de individuos no identificados, en relación con delitos antisemitas.[46]
- En marzo de 2003, se llevó a cabo en París una conferencia entre católicos y judíos para discutir el antisemitismo en Europa y en el lugar de la religión en el proyecto de Constitución de la Unión Europea.[46]
- En junio de 2003, un tribunal de apelaciones en Lyon confirmó 6 meses la pena de prisión del editor Jean Plantin, para la publicación de obras que dudan del alcance del Holocausto.[46]
- En julio de 2004, el ministro de Asuntos Sociales solicitó al secretario general del Alto Consejo para la Integración, para evaluar la política del gobierno en el tema de la lucha contra el antisemitismo y para presentar propuestas.[46]
- El 13 de diciembre de 2004 el Consejo de Estado, prohibió las transmisiones de al-Manar de Hezbollah en razón de que algunos de sus programas eran antisemitas.[47]
- El 10 de febrero de 2005, la Autoridad de Radiodifusión francés ordenó al proveedor de satélite francés Eutelsat detener la transmisión de emisiones de la cadena de televisión por satélite iraní Sahar 1, tras la detección de contenido antisemita.[48]
- El 13 de junio de 2005, el juez Emmanuel Binoche dictaminó que los proveedores de servicios de Internet deben filtrar el acceso a la AAARGH (Asociación de aficionados veteranos de Historias de la Guerra y Holocaustos) que difunde la negación del Holocausto.[48]
- En noviembre de 2005, la Fundación para la Shoah Recuerdo distribuyó un DVD sobre el Holocausto a los estudiantes de secundaria, 28.000 profesores y bibliotecas en el área de París.[48]
- El 15 de enero de 2006, un tribunal francés multó a Yahoo por 15 millones de dólares por la venta de recuerdos nazis.[49]
- El 10 de marzo de 2006 un tribunal de París multó al humorista Dieudonné M'bala M'bala con 5000 euros por comentarios antisemitas.[49]
- El 21 de marzo de 2006, en un informe presentado al primer ministro de Villepin, la Commission nationale consultative des droits de l'homme (CNCDH), con recomendaciones de medidas para luchar contra el antisemitismo.[49]
- En noviembre de 2006, un tribunal de Lyon multó a Bruno Gollnisch, segundo al mando de la FN, con 10.000 euros por cuestionar la existencia del Holocausto.[49]
- El 26 de octubre de 2007, el fiscal de distrito de París impuso a Kémi Séba, fundador del proscrito Tribu KA, una pena de cinco meses de prisión, una multa de 10.000 euros y el decomiso de sus derechos cívicos durante cinco años, por incitar al odio racial y negando los crímenes contra la humanidad.[50]
- En noviembre de 2007, el profesor despedido Vicente Reynouard fue condenado a un año de prisión y una multa de € 10.000 por negar el Holocausto.[50]
- En agosto de 2012, los miembros de la Liga de Defensa Judía Francesa atacaron y golpearon a un grupo de hombres árabes que sospechaban de perpetrar un ataque antisemita del día anterior.[51]
- En octubre de 2013, Alexis Dubruel, un abogado desde el este de Francia, fue inhabilitado por la Asociación de Abogados de Francia después de la presentación de una moción para descalificar juez Albert Levy de presidir un caso de custodia debido a sus orígenes judíos. En otro caso, un tribunal de París condenó bloguero que había sido condenado por el material incitar a la discriminación y la violencia contra Judíos a ocho meses de prisión y una multa de 670 euros por la publicación, y le ordenó pagar 2,000 euros en daños y perjuicios a las personas que él se diriga.[52]
- En diciembre de 2013, seis miembros de la liga francesa de Defensa Judía fueron arrestados por la policía francesa para llevar a cabo ataques físicos contra presuntos antisemitas en Lyon y Villeurbanne.[53]
- En enero de 2014, las ciudades de Nantes, Tours y Burdeos declararon persona no grata al humorista antisemita francés Dieudonné M'bala M'bala. El prefecto de Nantes suspendió además el espectáculo inicial de su gira nacional.[54]
- En diciembre de 2014, la Organización de Judíos Europeos (OJE) comenzó a usar el humor para luchar contra la creciente ola de antisemitismo en Francia. Se distribuye cajas de Antisemitox: el primer tratamiento contra el antisemitismo. Contienen tres dulces, varios parches de desintoxicación y el texto de la ley que establece las sanciones que enfrentan aquellos que expresan puntos de vista antisemitas. El cartel de la campaña muestra un médico que llevaba una bata blanca y un estetoscopio, blandiendo un paquete de las pastillas. "Los dulces de miel en los paquetes trabajan para suavizar inmediatamente las palabras antisemitas y comportamientos que son los primeros síntomas", dijeron los organizadores de la campaña en un comunicado.[55]
- En febrero de 2016, el ayuntamiento de París prohibió las actividades del movimiento Boicot, Desinversiones y Sanciones (BDS).[56]
- En abril de 2019, el gobierno francés anunció la disolución de la organización de extrema derecha Bastión Social, a la que acusó de altercados e incitación a la violencia de carácter racista y antisemita.[57]

## Estadísticas de los actos antisemitas
Según los informes anuales sobre la lucha contra el racismo, el antisemitismo y la xenofobia, realizadas por la institución nacional de derechos humanos para Francia, la Comisión Nacional Consultiva de Derechos Humanos (Commission nationale consultative des droits de l'homme, CNCDH), preocupantes niveles de acciones antisemitas y amenazas registrados en Francia se registraron entre el 2002-2004, y en el año 2009.  De acuerdo con la CNCDH, las acciones antisemitas se definen como homicidios, ataques e intentos de ataques, incendios provocados, degradaciones, y la violencia y asalto y la batería, mientras que las amenazas antisemitas son definidas como los actos de habla, gestos e insultos, grafiti (inscripciones), panfletos y correos electrónicos amenazantes.
| Año  | Acciones antisemitas y amenazas registradas en Francia |
| ---- | ------------------------------------------------------ |
| 2001 | 219                                                    |
| 2002 | 936                                                    |
| 2003 | 601                                                    |
| 2004 | 974                                                    |
| 2005 | 508                                                    |
| 2006 | 571                                                    |
| 2007 | 402                                                    |
| 2008 | 459                                                    |
| 2009 | 815                                                    |
| 2010 | 466                                                    |
| 2011 | 389                                                    |

Otra fuente de datos se puede encontrar en la Junta de Asuntos Penales y de Indultos del Ministerio de Justicia (Direction des affaires criminelles et des graces, DACG), en cuanto al número de acusaciones pronunciadas en el año natural en relación con los delitos racistas, antisemitas y discriminatorias:
| Año  | Acusaciones relativas a delitos relacionados con el racismo | Acusaciones relativas principalmente a delitos racistas | Acusaciones relativas exclusivamente a delitos racistas |
| ---- | ----------------------------------------------------------- | ------------------------------------------------------- | ------------------------------------------------------- |
| 2001 | 211                                                         | 152                                                     | 115                                                     |
| 2002 | 228                                                         | 158                                                     | 115                                                     |
| 2003 | 208                                                         | 145                                                     | 105                                                     |
| 2004 | 345                                                         | 236                                                     | 165                                                     |
| 2005 | 573                                                         | 380                                                     | 253                                                     |
| 2006 | 611                                                         | 364                                                     | 275                                                     |
| 2007 | 577                                                         | 423                                                     | 306                                                     |
| 2008 | 682                                                         | 469                                                     | 344                                                     |
| 2009 | 579                                                         | 397                                                     | 288                                                     |
| 2010 | 567                                                         | 397                                                     | 298                                                     |

### Encuestas de opinión pública
De acuerdo con la encuesta de opinión que se realizó en junio de 2002 por la Liga Antidifamación (ADL, por sus siglas en inglés), el 42 por ciento cree que los judíos eran más leales a Israel que su propio país, el 42 por ciento dijo que los judíos tienen demasiado poder en el mundo de los negocios y el 46 por ciento creía que los judíos hablan demasiad sobre el Holocausto. Según Abraham H. Foxman, director nacional de la ADL "Estos resultados son especialmente preocupantes porque demuestran que la forma antigua, clásica del antisemitismo, que habíamos esperado había desaparecido mucho tiempo en Europa, sigue siendo resistente".
En 2004, la misma encuesta de opinión se realizó una vez más por la ADL. Según el informe, el 25 por ciento del público francés celebró actitudes antisemitas, por debajo del 35 por ciento en 2002. 28 por ciento respondió "probablemente verdad" a la declaración, "Los judíos son más leales a Israel que su propio país", comparado con un 42 por ciento en 2002. 15 por ciento respondió "probablemente cierto" para la declaración, "Los judíos no se preocupan por nadie más que por su propia especie", comparado con un 42 20 por ciento en el 2002.
En mayo de 2005, la ADL ha publicado una encuesta de opinión con respecto a las actitudes europeas hacia los judíos. La encuesta de 2005 indicó que durante el año ha habido una cierta disminución de la aceptación de ciertos estereotipos antisemitas tradicionales en Francia. El 25 por ciento respondió "probablemente cierto" a la declaración, "Los judíos tienen demasiado poder en el mundo de los negocios", comparado con un 33 por ciento en el 2004, mientras que el 24 por ciento respondió "probablemente verdad" a la declaración "Los judíos tienen demasiado poder en financiero internacional mercados ", comparado con un 42 29 por ciento en 2004.
Dos años más tarde, en mayo de 2007, la ADL ha publicado otro estudio de opinión, que encontró que el 22 por ciento de los encuestados franceses respondieron "probablemente cierto" a por lo menos tres de los cuatro estereotipos antisemitas probados: Los judíos son más leales a Israel que a este país, Los judíos tienen demasiado poder en el mundo de los negocios, Los judíos tienen demasiado poder en los mercados financieros internacionales, Los judíos todavía hablan demasiado acerca de lo que les sucedió en el Holocausto. Según la encuesta, se ha producido un cambio significativo en las opiniones de los encuestados respecto a la causa de la violencia dirigida contra los judíos franceses - del sentimiento anti-Israel a sentimientos antijudíos en su lugar.
Según el informe "La intolerancia, el prejuicio y la discriminación - Un informe europeo", publicado por la organización Friedrich Ebert Stiftung (FES) en 2011, las actitudes antisemitas en Francia el mismo año, en su conjunto, están menos extendidas que el promedio europeo. Según una encuesta realizada por la FES, el 27.7 por ciento estuvo de acuerdo con la afirmación "Los judíos tienen demasiada influencia en Francia" y el 25.8 por ciento de acuerdo con la afirmación "Los judíos en general no se preocupan por nada ni por nadie, sino de su propia especie" (lo que implica deslealtad a la nación).
El siguiente año, la ADL llevó a cabo una encuesta de opinión en 10 países europeos con respecto a las actitudes antisemitas. Según la encuesta, el nivel general del antisemitismo en Francia aumentó a 24 por ciento de la población, frente al 20 por ciento en 2009 a 45 por ciento respondió "probablemente cierto" para la declaración, "Los judíos son más leales a Israel" que la suya país, por encima del 38 por ciento en 2009. 35 por ciento respondió "probablemente cierto" para la declaración, "Los judíos tienen demasiado poder en el mundo de los negocios", frente al 33 por ciento en 2009. 29 por ciento respondió "probablemente verdad" a la declaración "Los judíos tienen demasiado poder en los mercados financieros internacionales ", por encima del 27 por ciento en 2009. Abraham H. Foxman, director nacional de la ADL, ha dicho en relación con esas conclusiones: "En Francia, usted tiene una mezcla volátil, Francia ha visto un aumento en el nivel de antisemitismo. Al mismo tiempo, más personas hoy creen que la violencia dirigida. contra los judíos europeos es alimentada por actitudes antijudías en comparación con el sentimiento anti-Israel. Esos aumentos son aún más preocupante a luz del tiroteo en la escuela judía en Toulouse."